# Oktjabrski (Wolgograd, Oktjabrski)
Oktjabrski (russisch Октя́брьский) ist eine Siedlung städtischen Typs in der Oblast Wolgograd in Russland mit 6157 Einwohnern (Stand 14. Oktober 2010).

## Geographie
Der Ort liegt gut 100 km Luftlinie südwestlich des Oblastverwaltungszentrums Wolgograd im Steppengebiet zwischen dem Don und der Grenze zur Republik Kalmückien. Er befindet sich am linken Ufer des linken Don-Nebenflusses Aksai Jessaulowski.
Oktjabrski ist Verwaltungszentrum des Rajons Oktjabrski sowie Sitz und einzige Ortschaft der Stadtgemeinde (gorodskoje posselenije) Rabotschi possjolok Oktjabrski.

## Geschichte
Der Ort entstand 1897 beim Bau der Eisenbahnstrecke Zarizyn (heute Wolgograd) – Tichorezkaja, als dort unweit des Weilers (chutor) Krugljakow die nach einem knapp 10 km östlich gelegenen Dorf benannte  Station Schutowo errichtet wurde, um die in Folge eine Siedlung wuchs.
Im Zweiten Weltkrieg kam es um den Ort während der Schlacht von Stalingrad ab Sommer 1942, insbesondere während des deutschen Unternehmens Wintergewitter im Dezember 1942, zu heftigen Kämpfen.
Ende 1947 wurde der Verwaltungssitz des 1937 geschaffenen, nach dem Marschall und Politiker Kliment Woroschilow benannten Woroschilowski rajon aus dem 25 km östlich gelegenen Dorf Aksai in den Weiler Krugljakow verlegt. Am 29. Oktober 1957 erfolgte die Umbenennung des Rajons in Oktjabrski, und dementsprechend des mittlerweile mit der Stationssiedlung zusammengewachsenen Rajonzentrums in Oktjabrskoje (von russisch oktjabr für „Oktober“, hier mit Bezug zur Oktoberrevolution 1917).
1959 erhielt der Ort den Status einer Siedlung städtischen Typs.

### Bevölkerungsentwicklung
| Jahr | Einwohner |
| ---- | --------- |
| 1959 | 5397      |
| 1970 | 5576      |
| 1979 | 6468      |
| 1989 | 6761      |
| 2002 | 6863      |
| 2010 | 6157      |

Anmerkung: Volkszählungsdaten

## Verkehr
In Oktjabrski befindet sich die Station Schutowo bei Kilometer 130 der 1899 durchgängig eröffneten und auf diesem Abschnitt seit 2003 elektrifizierten Eisenbahnstrecke Wolgograd – Tichorezkaja – Krasnodar – Noworossijsk.
Südlich der Siedlung führt die Regionalstraße 18K-1 vorbei, die von Wolgograd weiter entlang der Bahnstrecke über Kotelnikowo zur Grenze der Oblast Rostow führt; dort weiter als 60K-2 über Salsk zur 60K-1 Rostow am Don – Stawropol.